# アイーナ
アイーナ（Aina）は、シンフォニックメタル/パワーメタル・スーパーグループ。
元ヘヴンズ・ゲイトでルカ・トゥリッリで活動するサシャ・ピート（Arr）とロベルト・ヒューネケ＝リッツオ（G、B、Ds）、ルカ・トゥリッリでサシャと活動を共にするマイケル・ローデンバーグ(Key)を中心に結成。ボーカリストにアマンダ・サマーヴィルを迎え、2003年にメタル・オペラ作品『デイズ・オヴ・ライジング・ドゥーム』を発表した。2004年頃には、活動を終了した。